# Championnats du monde de triathlon d'hiver
Les championnats du monde de triathlon d'hiver ont lieu chaque année depuis 1997 sous la forme d'une compétition comprenant : course à pied, VTT et ski de fond sur piste et environnement enneigé. Cette compétition est organisée par la Fédération internationale de triathlon.

## Palmarès

### Palmarès hommes
| Année | Médaille d'or            | Temps           | Médaille d'argent        | Temps           | Médaille de bronze    | Temps           |
| ----- | ------------------------ | --------------- | ------------------------ | --------------- | --------------------- | --------------- |
| 2025  | Oleg Chestikov           | 58 min 18 s     | Hans Christian Tungesvik | 58 min 35 s     | Marek Rauchfuss       | 58 min 56 s     |
| 2024  | Franco Pesavento         | 1 h 33 min 51 s | Hans Christian Tungesvik | 1 h 34 min 16 s | Marek Rauchfuss       | 1 h 35 min 41 s |
| 2023  | Hans Christian Tungesvik | 1 h 40 min 17 s | Marek Rauchfuss          | 1 h 41 min 30 s | Franco Pesavento      | 1 h 42 min 14 s |
| 2022  | Franco Pesavento         | 1 h 48 min 10 s | Marek Rauchfuss          | 1 h 48 min 24 s | Evgenii Uliashev      | 1 h 50 min 49 s |
| 2021  | Hans Christian Tungesvik | 1 h 16 min 47 s | Pavel Andreev            | 1 h 17 min 46 s | Giuseppe Lamastra     | 1 h 17 min 50 s |
| 2020  | Pavel Andreev            | 1 h 17 min 25 s | Marek Rauchfuss          | 1 h 17 min 32 s | Dmitriy Bregeda       | 1 h 17 min 58 s |
| 2019  | Pavel Andreev            | 1 h 24 min 43 s | Dmitriy Bregeda          | 1 h 25 min 32 s | Marek Rauchfuss       | 1 h 26 min 12 s |
| 2018  | Pavel Andreev            | 1 h 33 min 37 s | Pavel Yakimov            | 1 h 35 min 15 s | Marek Rauchfuss       | 1 h 35 min 31 s |
|       |                          |                 |                          |                 |                       |                 |
| 2016  | Pavel Andreev            | 1 h 19 min 34 s | Evgeny Kirillov          | 1 h 19 min 49 s | Giuseppe Lamastra     | 1 h 21 min 7 s  |
|       |                          |                 |                          |                 |                       |                 |
| 2014  | Pavel Andreev            | 1 h 3 min 39 s  | Daniel Antonioli         | 1 h 3 min 40 s  | Dmitriy Bregeda       | 1 h 4 min 19 s  |
| 2013  | Pavel Andreev            | 1 h 8 min 24 s  | Daniel Antonioli         | 1 h 8 min 25 s  | Evgeny Kirillov       | 1 h 8 min 35 s  |
| 2012  | Pavel Andreev            | 1 h 19 min 27 s | Daniel Antonioli         | 1 h 19 min 43 s | Andreas Svanebo       | 1 h 20 min 21 s |
| 2011  | Pavel Andreev            | 1 h 10 min 31 s | Arne Post                | 1 h 10 min 37 s | Andreas Svanebo       | 1 h 10 min 50 s |
| 2010  | Andreas Svanebo          | 1 h 9 min 40 s  | Tor Halvor Bjørnstad     | 1 h 10 min 20 s | Pavel Andreev         | 1 h 10 min 22 s |
| 2009  | Tor Halvor Bjørnstad     | 1 h 18 min 8 s  | Arne Post                | 1 h 18 min 28 s | Daniel Antonioli      | 1 h 19 min 42 s |
| 2008  | Arne Post                | 1 h 37 min 30 s | Nicolas Lebrun           | 1 h 39 min 16 s | Andreas Svanebo       | 1 h 39 min 39 s |
| 2007  | Arne Post                | 1 h 38 min 5 s  | Siegfried Bauer          | 1 h 38 min 45 s | Nicolas Lebrun        | 1 h 39 min 16 s |
| 2006  | Benjamin Sonntag         | 1 h 34 min 10 s | Alf Roger Holme          | 1 h 34 min 43 s | Arne Post             | 1 h 35 min 4 s  |
| 2005  | Siegfried Bauer          | 1 h 13 min 23 s | Stefan Frank             | 1 h 13 min 33 s | Thomas Schrenk        | 1 h 13 min 35 s |
| 2004  | Siegfried Bauer          | 1 h 10 min 21 s | Othmar Brugger           | 1 h 10 min 56 s | Petter Jorgensen      | 1 h 11 min 21 s |
| 2003  | Benjamin Sonntag         | 1 h 21 min 12 s | Christoph Mauch          | 1 h 22 min 56 s | Falk Gopfert          | 1 h 23 min 18 s |
| 2002  | Marc Ruhe                | 1 h 29 min 44 s | Christoph Mauch          | 1 h 30 min 9 s  | Benjamin Sonntag      | 1 h 31 min 37 s |
| 2001  | Zibi Slufcik             | 1 h 29 min 17 s | Martin Lang              | 1 h 31 min 0 s  | Christoph Mauch       | 1 h 31 min 31 s |
| 2000  | Nicolas Lebrun           | 2 h 12 min 30 s | Christoph Mauch          | 2 h 14 min 57 s | Juan-Carlos Apilluelo | 2 h 15 min 47 s |
| 1999  | Nicolas Lebrun           | 1 h 40 min 27 s | Paolo Riva               | 1 h 40 min 48 s | Zibi Slufcik          | 1 h 44 min 55 s |
| 1998  | Paolo Riva               | 1 h 48 min 25 s | Philippe Lie             | 1 h 50 min 44 s | Othmar Bruegger       | 1 h 51 min 17 s |
| 1997  | Paolo Riva               | 1 h 41 min 7 s  | Mathias Holzner          | 1 h 43 min 28 s | Joergen Elden         | 1 h 44 min 26 s |

### Palmarès femme
| Année | Médaille d'or      | Temps           | Médaille d'argent        | Temps           | Médaille de bronze  | Temps           |
| ----- | ------------------ | --------------- | ------------------------ | --------------- | ------------------- | --------------- |
| 2025  | Daria Rogozina     | 1 h 5 min 58 s  | Aneta Grabmüller Soldati | 1 h 7 min 25 s  | Helena Karásková    | 1 h 8 min 55 s  |
| 2024  | Sandra Mairhofer   | 1 h 50 min 32 s | Aneta Grabmüller Soldati | 1 h 52 min 14 s | Julie Meinicke      | 1 h 58 min 30 s |
| 2023  | Sandra Mairhofer   | 2 h 0 min 9 s   | Ingrid Lorvik            | 2 h 4 min 31 s  | Carina Wasle        | 2 h 8 min 44 s  |
| 2022  | Daria Rogozina     | 2 h 3 min 59 s  | Sandra Mairhofer         | 2 h 7 min 16 s  | Elisabeth Sveum     | 2 h 7 min 42 s  |
| 2021  | Sandra Mairhofer   | 1 h 32 min 35 s | Romana Slavinec          | 1 h 33 min 23 s | Anna Medvedeva      | 1 h 33 min 49 s |
| 2020  | Daria Rogozina     | 1 h 32 min 22 s | Anna Medvedeva           | 1 h 33 min 10 s | Yulia Surikova      | 1 h 34 min 1 s  |
| 2019  | Daria Rogozina     | 1 h 40 min 54 s | Yulia Surikova           | 1 h 44 min 35 s | Romana Slavinec     | 1 h 45 min 22 s |
| 2018  | Yulia Surikova     | 1 h 47 min 51 s | Héléna Erbenova          | 1 h 49 min 21 s | Romana Slavinec     | 1 h 53 min 32 s |
|       |                    |                 |                          |                 |                     |                 |
| 2016  | Yulia Surikova     | 1 h 27 min 31 s | Olga Parfinenko          | 1 h 29 min 32 s | Romana Slavinec     | 1 h 32 min 7 s  |
|       |                    |                 |                          |                 |                     |                 |
| 2014  | Borghild Løvset    | 1 h 14 min 8 s  | Olga Parfinenko          | 1 h 16 min 18 s | Šárka Grabmüllerová | 1 h 16 min 33 s |
| 2013  | Héléna Erbenova    | 1 h 20 min 10 s | Elisabeth Sveum          | 1 h 23 min 22 s | Šárka Grabmüllerová | 1 h 24 min 24 s |
| 2012  | Héléna Erbenova    | 1 h 31 min 51 s | Maija Oravamäki          | 1 h 32 min 0 s  | Borghild Løvset     | 1 h 32 min 3 s  |
| 2011  | Borghild Løvset    | 1 h 22 min 2 s  | Šárka Grabmüllerová      | 1 h 24 min 35 s | Maija Oravamäki     | 1 h 25 min 25 s |
| 2010  | Rebecca Dussault   | 1 h 19 min 45 s | Tatiana Charochkina      | 1 h 21 min 34 s | Hanne Trønnes       | 1 h 21 min 40 s |
| 2009  | Carina Wasle       | 1 h 32 min 28 s | Hanne Trønnes            | 1 h 34 min 6 s  | Rebecca Dussault    | 1 h 35 min 30 s |
| 2008  | Sigrid Mutscheller | 1 h 51 min 4 s  | Anke Kullmann            | 1 h 52 min 25 s | Carina Wasle        | 1 h 53 min 20 s |
| 2007  | Sigrid Mutscheller | 1 h 53 min 24 s | Carina Wasle             | 1 h 56 min 2 s  | Michela Benzoni     | 1 h 56 min 24 s |
| 2006  | Sigrid Mutscheller | 1 h 41 min 24 s | Eva Nyström              | 1 h 46 min 14 s | Gabi Pauli          | 1 h 46 min 14 s |
| 2005  | Sigrid Mutscheller | 1 h 18 min 15 s | Marianne Vlasveld        | 1 h 19 min 34 s | Maria Kalnes        | 1 h 20 min 4 s  |
| 2004  | Sigrid Lang        | 1 h 18 min 11 s | Marianne Vlasveld        | 1 h 19 min 7 s  | Karin Möbes         | 1 h 21 min 15 s |
| 2003  | Marianne Vlasveld  | 1 h 32 min 36 s | Sigrid Lang              | 1 h 33 min 5 s  | Jutta Schubert      | 1 h 35 min 8 s  |
| 2002  | Marianne Vlasveld  | 1 h 45 min 4 s  | Sigrid Lang              | 1 h 47 min 49 s | Gabi Pauli          | 1 h 50 min 14 s |
| 2001  | Sigrid Lang        | 1 h 43 min 31 s | Karin Möbes              | 1 h 43 min 55 s | Marianne Vlasveld   | 1 h 46 min 52 s |
| 2000  | Karin Möbes        | 2 h 42 min 39 s | Gabi Pauli               | 2 h 43 min 38 s | Sigrid Lang         | 2 h 45 min 54 s |
| 1999  | Maria Canins       | 2 h 1 min 7 s   | Karin Möbes              | 2 h 3 min 33 s  | Marianne Vlasveld   | 2 h 5 min 57 s  |
| 1998  | Karin Möbes        | 2 h 8 min 9 s   | Sigrid Lang              | 2 h 13 min 59 s | Lucia Bianchetti    | 2 h 17 min 29 s |
| 1997  | Maria Canins       | 2 h 1 min 13 s  | Karin Möbes              | 2 h 2 min 41 s  | Katinka Wiltenburg  | 2 h 4 min 32 s  |

### Palmarès relais mixte 2X2
| Année | Médaille d'or | Temps           | Médaille d'argent | Temps           | Médaille de bronze | Temps           |
| ----- | ------------- | --------------- | ----------------- | --------------- | ------------------ | --------------- |
| 2025  | Tchéquie      | 1 h 2 min 19 s  | Italie            | 1 h 3 min 35 s  | Norvège            | 1 h 4 min 45 s  |
| 2024  | Italie        | 1 h 0 min 1 s   | Tchéquie          | 1 h 0 min 54 s  | Norvège            | 1 h 2 min 10 s  |
| 2023  | Italie        | 1 h 0 min 15 s  | Norvège           | 1 h 1 min 12 s  | Roumanie           | 1 h 2 min 11 s  |
| 2022  | Russie        | 1 h 18 min 29 s | Italie            | 1 h 20 min 25 s | Norvège            | 1 h 21 min 7 s  |
| 2021  | Norvège       | 1 h 25 min 36 s | Italie            | 1 h 26 min 44 s | Russie             | 1 h 27 min 1 s  |
| 2020  | Russie        | 1 h 21 min 8 s  | Italie            | 1 h 23 min 49 s | Tchéquie           | 1 h 24 min 15 s |
| 2019  | Russie        | 1 h 57 min 54 s | Italie            | 2 h 1 min 38 s  | Roumanie           | 2 h 2 min 17 s  |

## Lieux des épreuves et tableau des médailles
| Année     | Ville               | Pays      |
| --------- | ------------------- | --------- |
| 2025      | Cogne               | Italie    |
| 2024      | Pragela-Sestrières  | Italie    |
| 2023      | Skeikampen          | Norvège   |
| 2021-2022 | Sant Julià de Lòria | Andorre   |
| 2019-2020 | Asiago              | Italie    |
| 2018      | Cheile Gradistei    | Roumanie  |
| 2016      | Zeltweg             | Autriche  |
| 2013-2014 | Cogne               | Italie    |
| 2011-2012 | Jämijärvi           | Finlande  |
| 2010      | Eidsvoll            | Norvège   |
| 2009      | Gaishorn am See     | Autriche  |
| 2008      | Freudenstadt        | Allemagne |
| 2007      | Flassin             | Italie    |
| 2006      | Sjusjoen            | Norvège   |
| 2005      | Strbske Pleso       | Slovaquie |
| 2004      | Wildhaus            | Suisse    |
| 2003      | Oberstaufen         | Allemagne |
| 2002      | Brusson             | Italie    |
| 2001      | Lenzerheide         | Suisse    |
| 2000      | Jaca                | Espagne   |
| 1999      | Bardonnèche         | Italie    |
| 1998      | Les Menuires        | France    |
| 1997      | Malls               | Italie    |

| Rg.                | Pays          | Médaille d'or, Coupe du Monde | Médaille d'argent, Coupe du Monde | Médaille de bronze, Coupe du Monde |     |
| ------------------ | ------------- | ----------------------------- | --------------------------------- | ---------------------------------- | --- |
| Médaille d'or      | Russie        | 15                            | 9                                 | 7                                  | 31  |
| Médaille d'argent  | Italie        | 9                             | 6                                 | 6                                  | 21  |
| Médaille de bronze | Allemagne     | 8                             | 8                                 | 7                                  | 23  |
| 4                  | Norvège       | 7                             | 9                                 | 9                                  | 25  |
| 5                  | Tchéquie      | 3                             | 7                                 | 7                                  | 17  |
| 6                  | Autriche      | 3                             | 3                                 | 5                                  | 11  |
| 7                  | Suisse        | 2                             | 7                                 | 3                                  | 12  |
| 8                  | Pays-Bas      | 2                             | 2                                 | 3                                  | 7   |
| 9                  | France        | 2                             | 2                                 | 1                                  | 5   |
| 10                 | Suède         | 1                             | 1                                 | 3                                  | 5   |
| 11                 | États-Unis    | 1                             |                                   | 1                                  | 2   |
| 11                 | Pologne       | 1                             |                                   | 1                                  | 2   |
| 13                 | Liechtenstein | 1                             |                                   |                                    | 1   |
| 14                 | Finlande      |                               | 1                                 | 1                                  | 2   |
| 15                 | Espagne       |                               |                                   | 1                                  | 1   |
| TOTAL              | TOTAL         | 55                            | 55                                | 55                                 | 165 |